# IRAS
El IRAS (Infrared Astronomical Satellite) fue un observatorio espacial que realizó un escaneo completo del cielo a longitudes de onda infrarrojas.
Fue lanzado el 25 de enero de 1983, como proyecto conjunto entre los Estados Unidos (NASA), los Países Bajos (NIVR) y el Reino Unido (SERC). La misión duró un total de diez meses hasta que fue quemado en la atmósfera el 21 de noviembre de 1983.

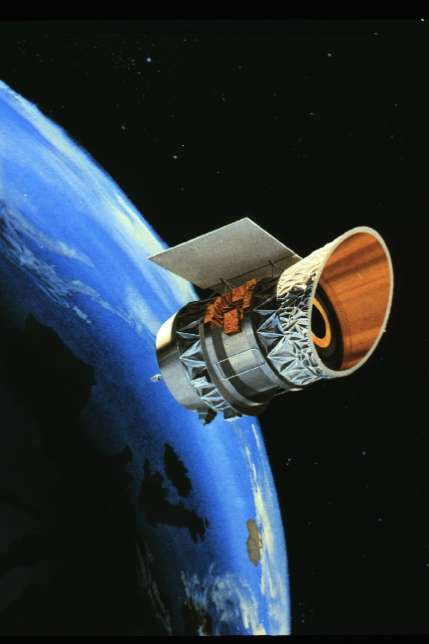
Satélite IRAS

IRAS mapeó el 96 % del cielo cuatro veces, a longitudes de onda de 12, 25, 60 y 100 micrómetros, con resoluciones de entre 0,5 y 2 minutos de arco. Encontró unas 500 000 fuentes de infrarrojos, muchas de las cuales siguen pendientes de identificación. Se cree que unas 75 000 de estas fuentes son galaxias en formación, mientras que muchas otras pueden ser estrellas con un disco de polvo a su alrededor, probablemente en las primeras etapas de formar un sistema planetario. Descubrió también un disco de polvo alrededor de Vega y obtuvo las primeras imágenes del núcleo de la Vía Láctea.
La duración de la misión IRAS, como la de la mayoría de los satélites de infrarrojos, estaba limitada por su sistema de enfriamiento, ya que para trabajar correctamente a estas longitudes de onda, el satélite debe estar refrigerado a temperaturas especialmente bajas. En el caso del IRAS, 720 litros de helio líquido mantenían al satélite a una temperatura de 1,6 K (aproximadamente -272 °C). El fluido mantenía el satélite frío mientras se evaporaba, una vez se evaporó completamente, la temperatura del satélite aumentó, haciendo inviables futuras observaciones.
Más adelante, el telescopio espacial Spitzer ocupó su puesto como predecesor, permitiendo a los astrónomos continuar con los descubrimientos realizados por el IRAS hasta su desactivación el 30 de enero de 2020.
Además, el IRAS descubrió también tres asteroides incluyendo el (3200) Phaethon, así como el cometa periódico 126P/IRAS.